# Boaskogsgölen
Boaskogsgölen är en sjö i Nässjö kommun i Småland och ingår i Motala ströms huvudavrinningsområde. Sjön har en area på 0,113 kvadratkilometer och ligger 214 meter över havet.

## Delavrinningsområde
Boaskogsgölen ingår i det delavrinningsområde (640433-144207) som SMHI kallar för Utloppet av Flisbysjön. Avrinningsområdets medelhöjd är 240 meter över havet och ytan är 24,67 kvadratkilometer. Räknas de 7 delavrinningsområdena uppströms in blir den ackumulerade arean 190,27 kvadratkilometer. Svartån som avvattnar avrinningsområdet har biflödesordning 2, vilket innebär att vattnet flödar genom totalt 2 vattendrag innan det når havet efter 210 kilometer. Delavrinningsområdet består mestadels av skog (54 procent) och jordbruk (21 procent). Avrinningsområdet har 3,27 kvadratkilometer vattenytor vilket ger det en sjöprocent på 13,3 procent.